# Parc Nacional Maritimoterrestre de l'Arxipèlag de Cabrera
El Parc Nacional Maritimoterrestre de l'Arxipèlag de Cabrera protegeix l'arxipèlag de Cabrera i els fons marins que l'envolten.
La protecció de l'arxipèlag fou un llarg procés ple d'entrebancs a causa de l'ús com a camp de maniobres militars per part de l'exèrcit espanyol entre 1973 i 1986. L'any 1988, el Parlament de les Illes Balears aprovà, per unanimitat, una proposició de llei elevada a les Corts Espanyoles, de creació del Parc Nacional Maritimoterrestre de l'arxipèlag de Cabrera, però les Corts no l'aprovaren fins al 29 d'abril de 1991, mitjançant la Llei 14/1991. El febrer del 2019 es va aprovar per Acord de Consell de Ministres l’ampliació dels límits del Parc Nacional de Cabrera per incorporació d'espais marins colindants (Resolució del 7 de febrer de 2019, de l'Organisme Autònom Parcs Nacionals).
El Parc, a més de per la llei, es regeix pel pla rector d'ús i gestió del Parc Nacional Maritimoterrestre de l'Arxipèlag de Cabrera, per al període 2006-2012. aprovat mitjançant el Decret 58/2006 d'1 de juliol, pel Consell de Govern de les Illes Balears.
El seu àmbit està inclòs dins xarxa de Zones d'especial protecció per a les aus (ZEPA) i és Lloc d'Importància Comunitària (LIC), essent per tant integrant de la Xarxa Natura 2000. Així mateix està integrat en la xarxa de Zones d'Especial Protecció d'Importància per la Mediterrània (ZEPIM) del Protocol d'àrees marines protegides del Conveni de Barcelona des de l'any 2003.
L'arxipèlag ha conservat poc alterats un conjunt d'ecosistemes i valors naturals de gran importància ecològica, com són els seus fons marins, els illots, la garriga, un important conjunt d'endemismes i una magnífica presència d'aus marines.
Així mateix disposa d'importants elements patrimonials com són el Castell de Cabrera, que és Bé d'Interès Cultural i un important conjunt de jaciments arqueològics terrestres i, sobretot, subaquàtics.
Malgrat la seva distància física, la zona terrestre del parc pertany al municipi de Palma, la seva superfície total és de 10.021 hectàrees, de les quals 8.703 són marítimes i 1.318 terrestres, la seva cota màxima és Na Picamosques de 172 metres sobre el nivell de la mar i la mínima de menys 118 metres sota el nivell de la mar. Els terrenys del Parc són de propietat estatal i es mantenen usos militars limitats.

## Flora i fauna
A poc menys d'una hora de navegació des de Mallorca, l'Arxipèlag de Cabrera juntament amb les aigües i els fons marins que l'envolten constitueix el millor exponent dels ecosistemes insulars no alterats de la Mediterrània espanyola. Des de 1991, el Parc Nacional Maritimoterrestre empara tota la riquesa natural d'aquest conjunt d'illes i illots calcaris: importants colònies d'aus marines, espècies endèmiques i un dels fons marins més ben conservats del nostre litoral.

### Flora

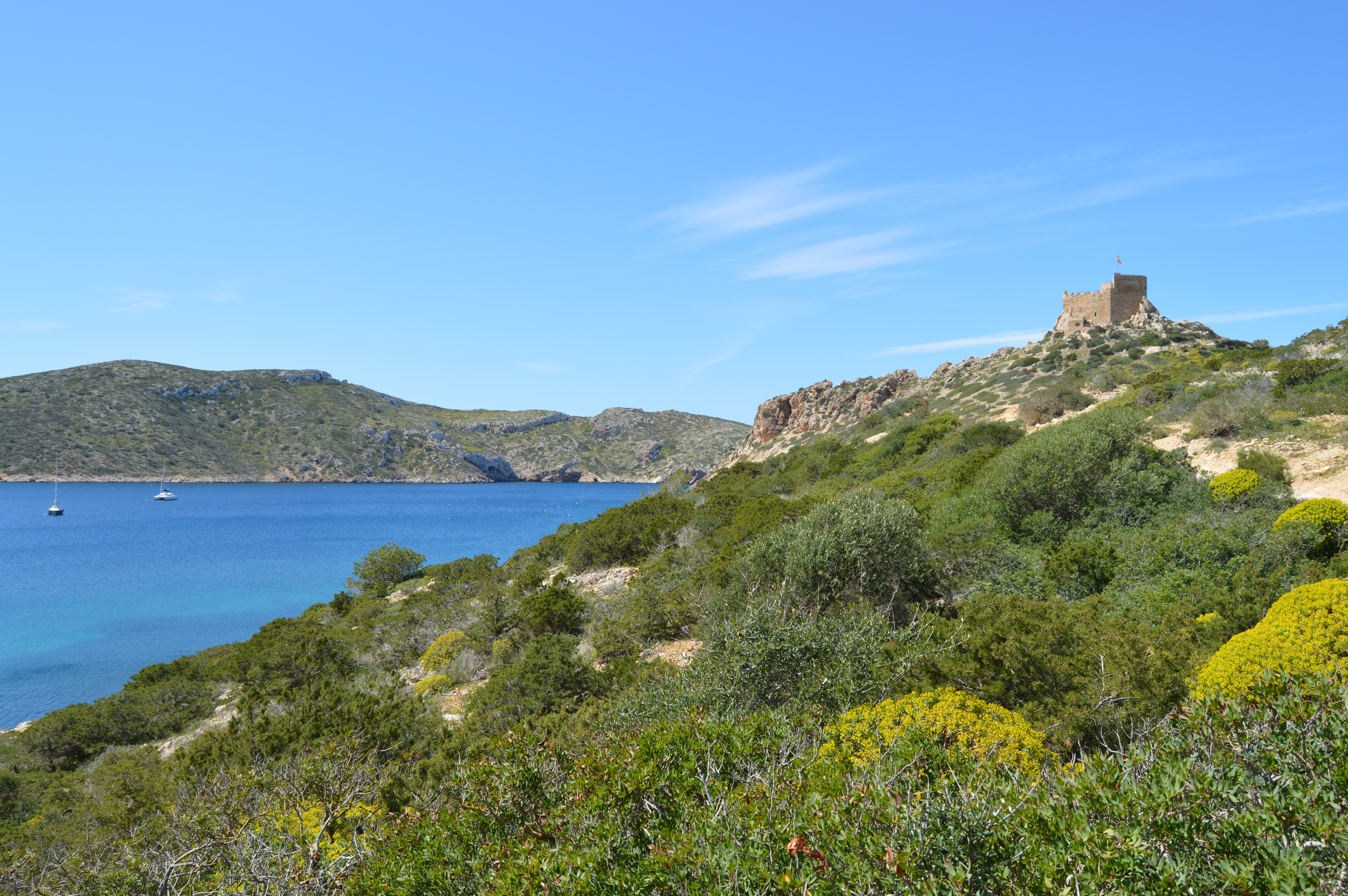
Vegetació típica de l'illa de Cabrera

En total, l'arxipèlag conté més de 500 espècies de flora vascular. Hi predominen els arbustos llenyosos de fulla coriàcia i petita, que formen la garriga, un matoll perfectament adaptat als rigors del clima mediterrani amb espècies com l'ullastre, el llentiscle, la savina, el romaní i masses disperses més o menys denses de pi blanc (Pinus halepensis).
Les lletreres com Euphorbia dendroides també són dels arbusts més característics de les màquies de l’illa Gran de Cabrera. La savina, juntament amb la ginesta borda (Ephedra fragilis) i l’escanyacabres (Cneorum tricoccon) són espècies ben abundants de la màquia litoral de Cabrera, a diferència de Mallorca, on la seva presència sol ser més limitada.
Al Parc Nacional hi ha diversos endemismes: l'endemisme mediterrani Buxus balearica, l'endemisme tirrènic Helicodiceros muscivorus, el coixinet de monja (Astragalus balearicus), l'estepa joana (Hypericum balearicum), el llampúdol bord (Rhamnus ludovici-salvatoris), la palònia (Paeonia cambessedesii) i la rotjeta (Rubia balearica subsp. caespitosa) endemisme de l'Arxipèlag de Cabrera.

En els illots del Parc Nacional, les comunitats més representatives són les subarbustives nitrohalòfiles, associades a la combinació de l’esprai salí i la nitrificació del substrat causada per les aportacions de guano de les colònies d’ocells marins. Destaquen les assutzenes bordes (Narcissus tazetta), les malves (Malva arborea i Malva subovata), el salat ver (Suaeda vera) i la sosa grossa (Sarcocornia fruticosa). En alguns illots trobam una comunitat molt particular formada per Medicago citrina i Beta maritima subsp. marcosii. A les màquies d’aquests illots també hi trobem un arbust propi de zones nitro-halòfiles, la bufera borda (Withania frutescens) típica d'illots. 

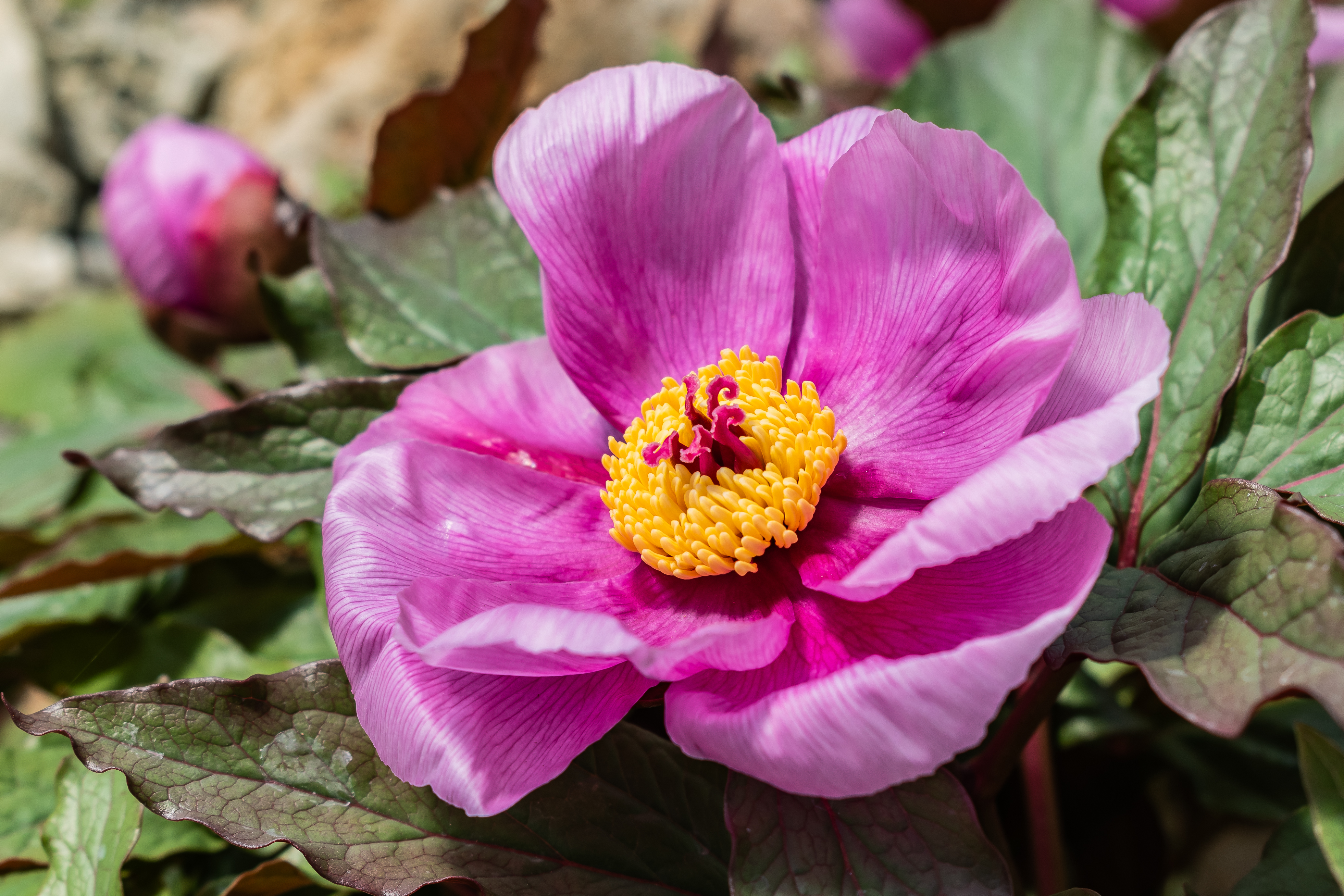
Paeonia cambessedesii a un jardí botànic
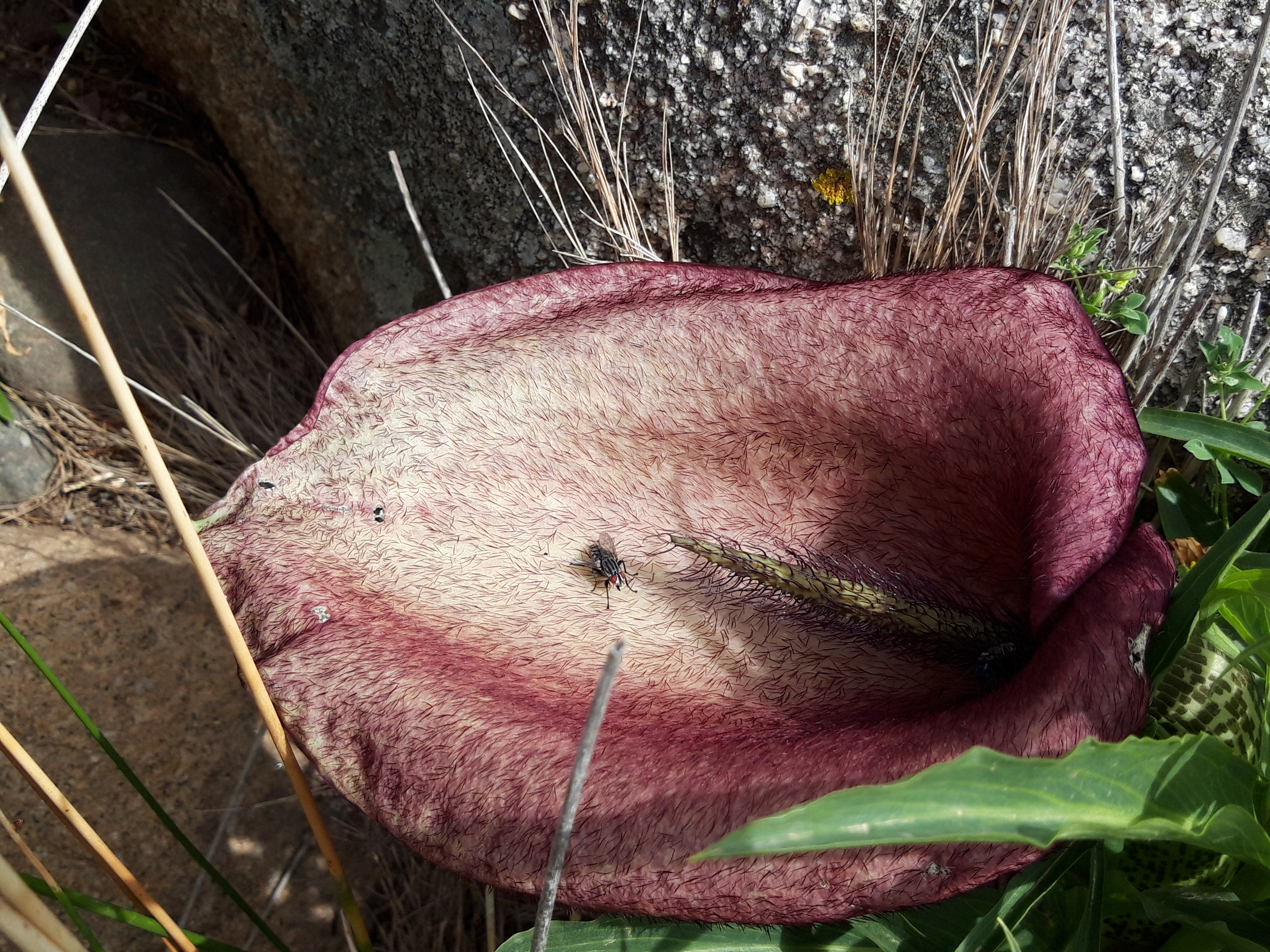
Helicodicerus muscivorus a Sardenya
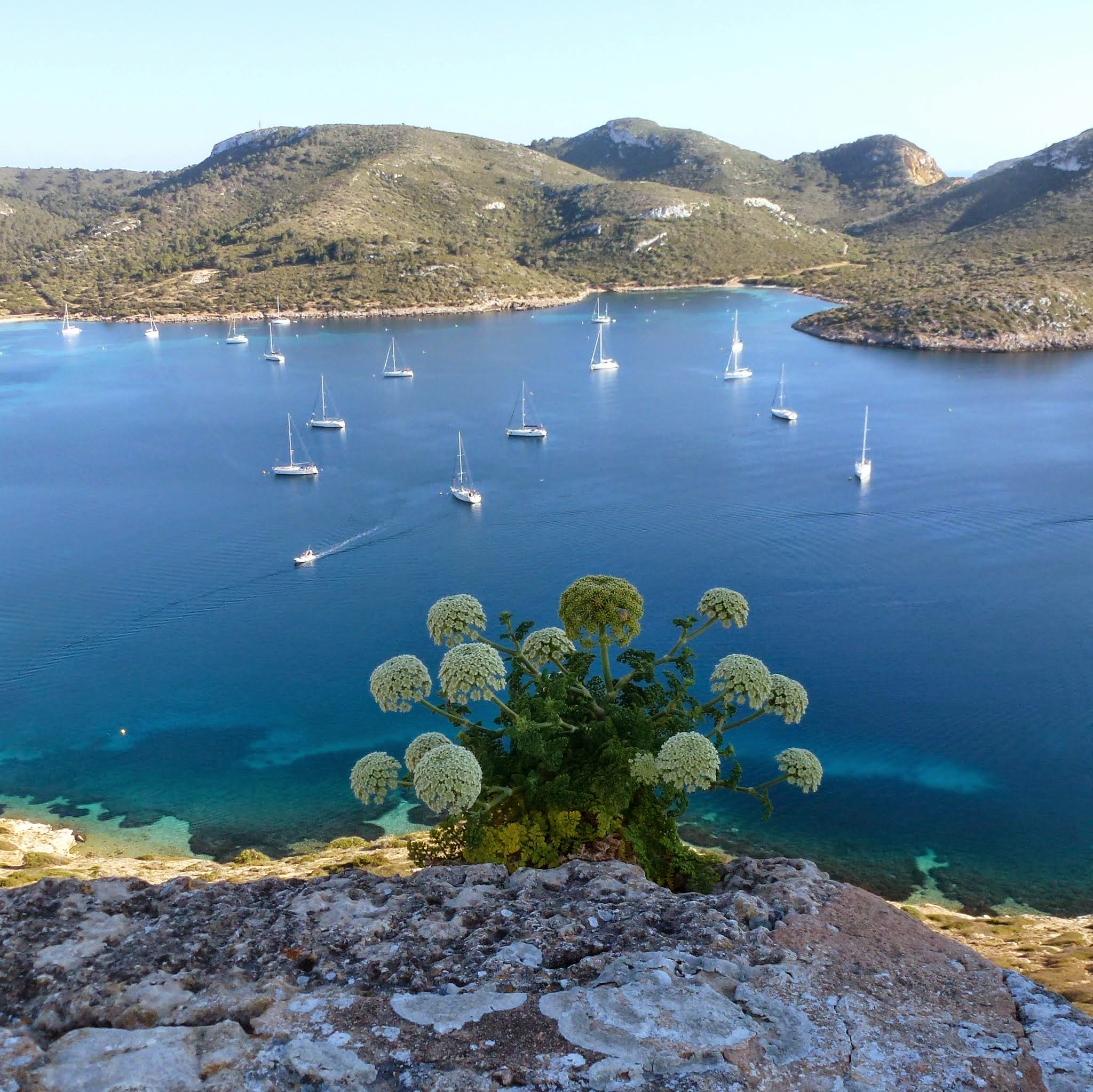
Daucus carota subsp. majoricus al Parc Nacional
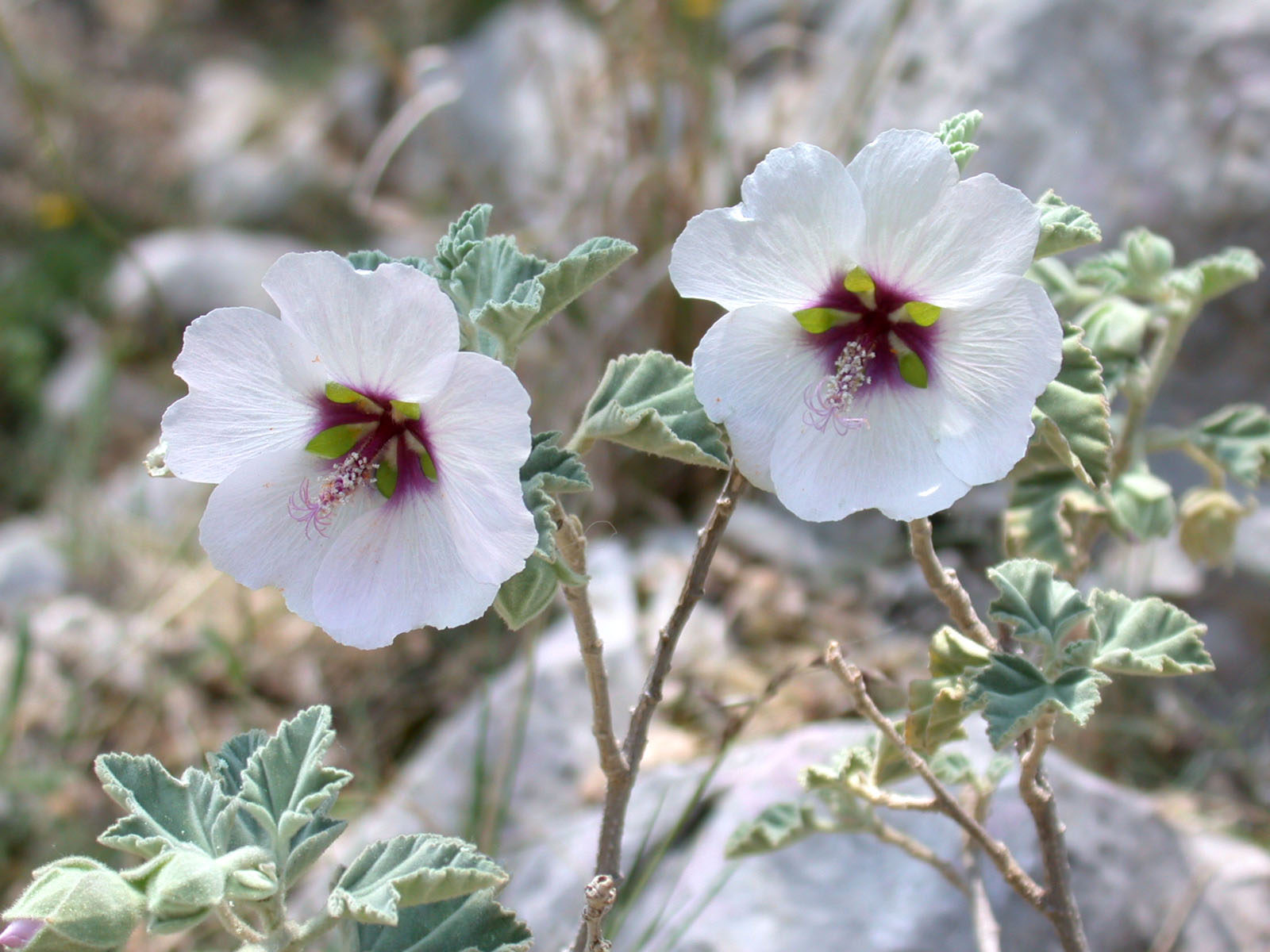
Malva subovata
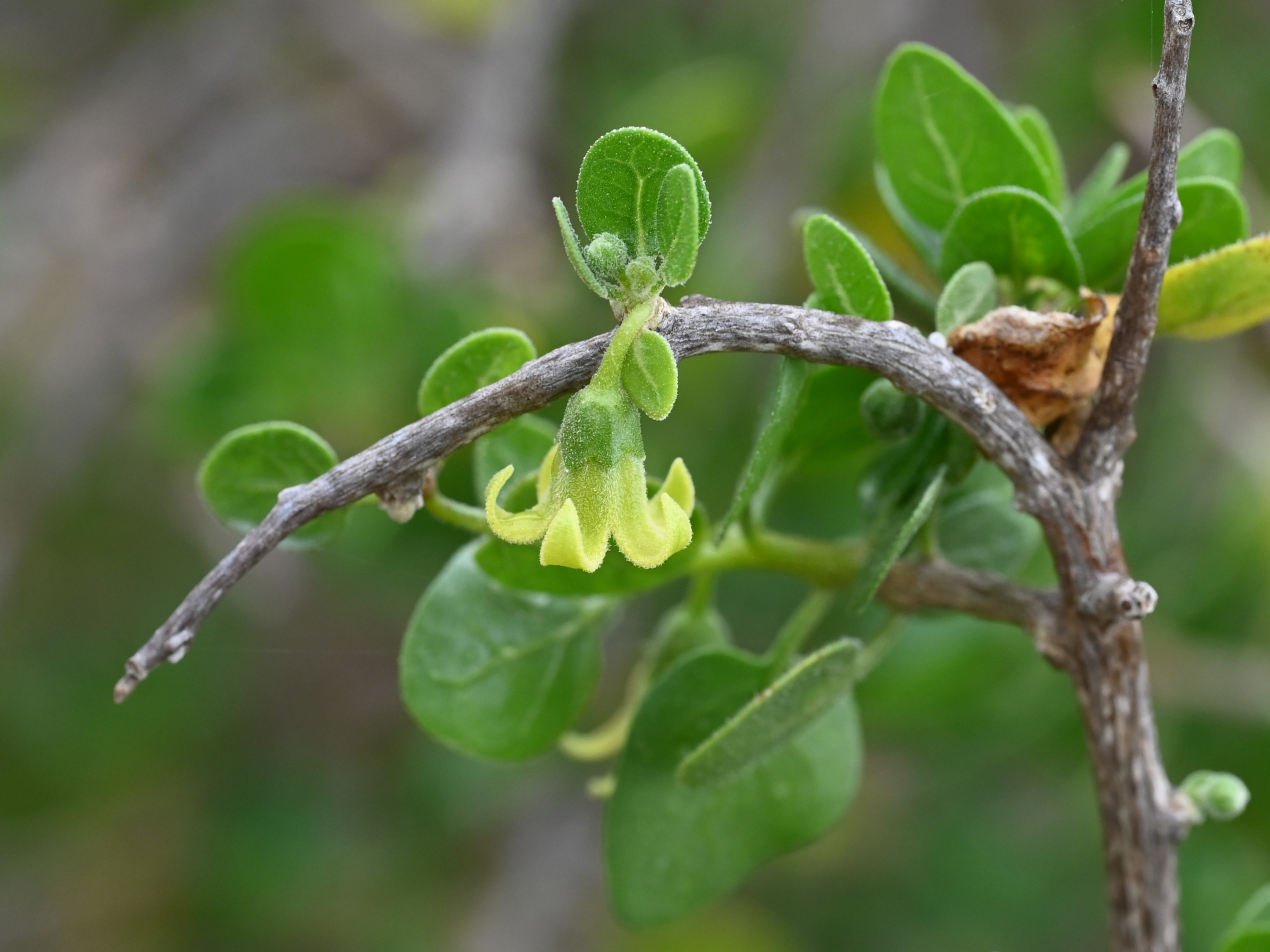
Withania frutescens

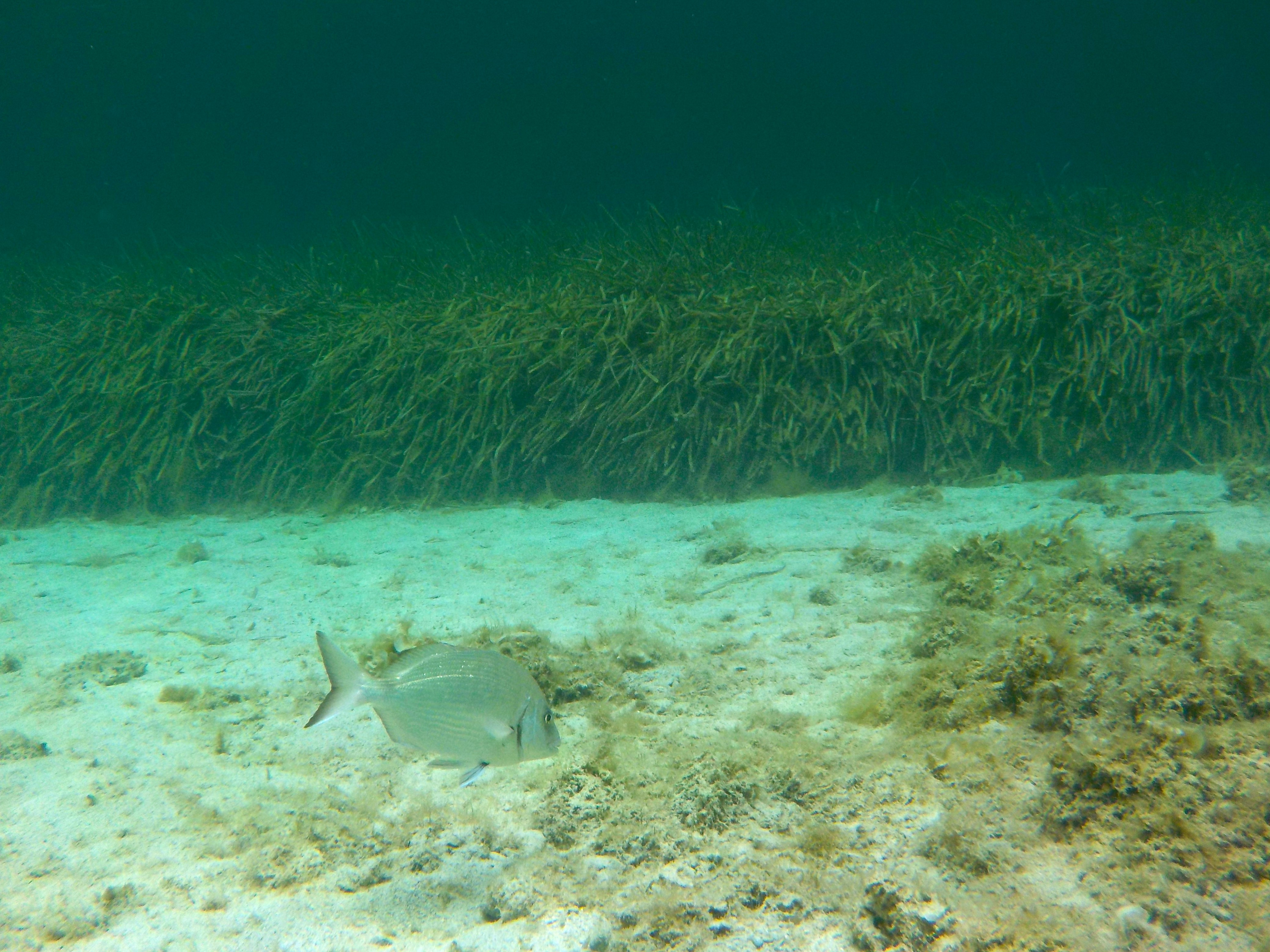
Posidonia oceanica a les aigües de Cabrera

Les praderies submarines de Posidonia oceanica estan especialment ben representades a les aigües del Parc Nacional. Tenen gran importància ambiental com a fixadores del substrat i com a hàbitat per multitud d'espècies vegetals i animals. A les seves fulles es fixen gran quantitat d'organismes que serveixen d'aliment a altres espècies.

### Fauna

#### Mamífers
El nombre de mamífers presents a Cabrera no és gaire elevat. Els únics autòctons i protegits són les ratapinyades que compten amb 5 espècies al Parc Nacional. La resta són tots introduïts per l'ésser humà i objecte de mesures de control; el conill va ser un malson per als antics cultivadors de l'illa i per combatre-ho es va introduir la geneta. Són abundants també la rata negra, el ratolí, i l'eriçó clar.
El vell marí (Monachus monachus) va tenir el seu darrer refugi a Balears dins l'Arxipèlag de Cabrera. El 2023 es va publicar la detecció de rastres d’ADN ambiental de vell marí al Parc Nacional de l'Arxipèlag de Cabrera i al Parc natural de sa Dragonera. Això significa que algun exemplar va transitar prop aquestes aigües en, com a màxim catorze dies d’ençà que es recolliren les mostres. Aquest resultats indiquen que les aigües del Parc podrien ser bones zones d'alimentació d'aquest animal i obren les portes a una possible futura reintriducció de l'espècie al Parc Nacional.

#### Rèptils

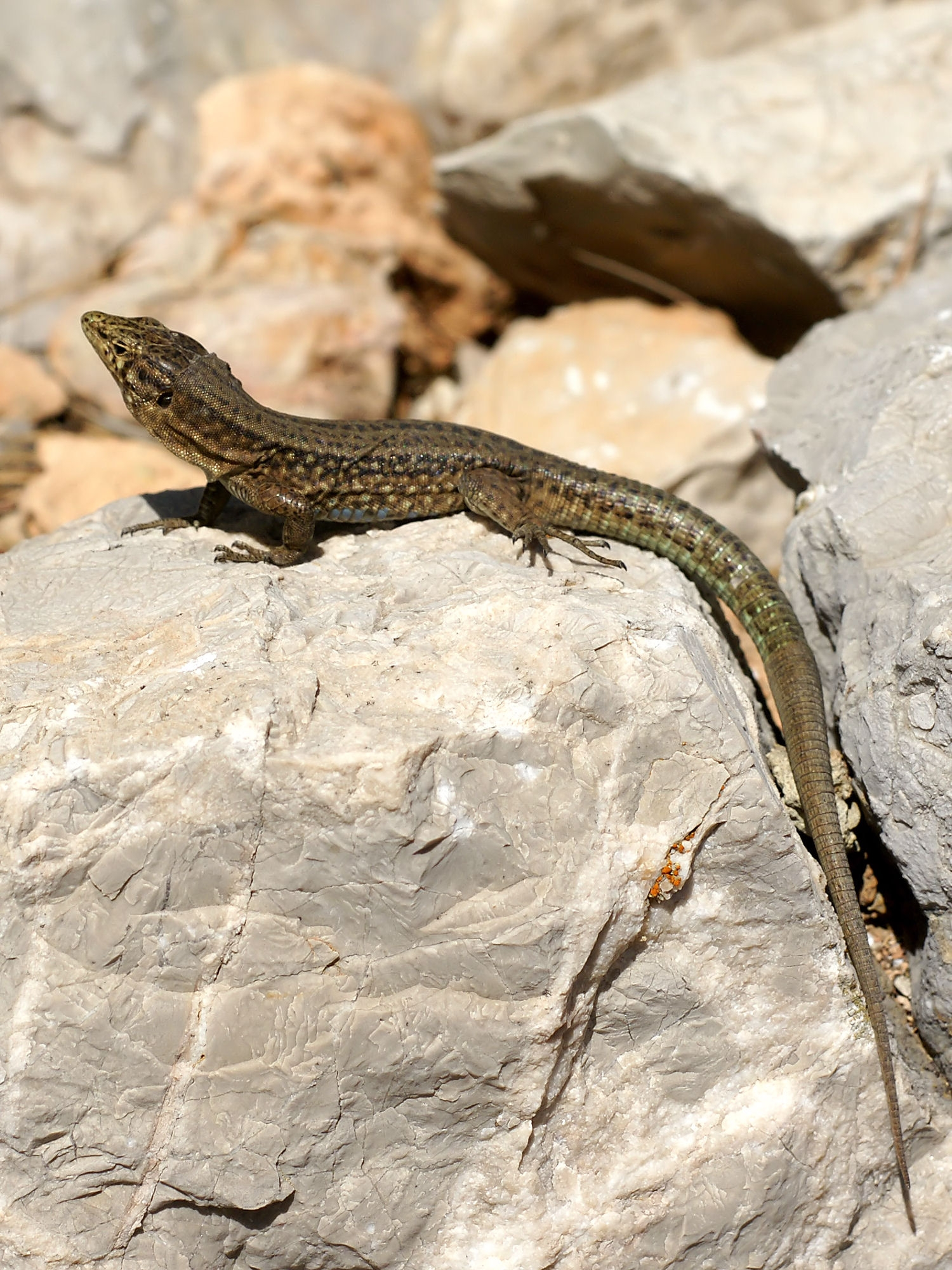
Podarcis lilfordi

Entre els rèptils, destaquen de forma especial les poblacions de sargantana balear (Podarcis lilfordi), endemisme dels illots de les Gimnèsies. Només en l'Arxipèlag de Cabrera es donen 11 subespècies que es distingeixen per petites variacions en la forma i color. Són de talla més aviat modesta, 15 centímetres de cap a cua, de colors blaus i verds, gairebé negre. El 80% de la població mundial d'aquest rèptil endèmic de les Balears es troba en l'Arxipèlag de Cabrera i gairebé cada illa té la seva pròpia subespècie, que han anat evolucionant de manera diferent a causa de l'aïllament genètic a què han estat sotmeses des de fa 6.000 anys.
La llista de rèptils es completa amb l'abundant dragó (Tarentola mauritanica), l'escàs dragonet (Hemidactylus turcicus) i a la mar la tortuga careta (Caretta caretta) i de manera molt esporàdica la tortuga llaüt (Dermochelis coriacea).
Els amfibis són els grans absents de l'Arxipèlag, degut sobretot a la falta d'acumulacions d'aigua, un bé bastant escàs a les illes.

#### Aus
De tota la riquesa biològica de l'arxipèlag destaca l'abundància i varietat d'aus que viuen o passen per les illes i que s'incrementa en època de migració, ja que més de 150 espècies utilitzen l'Arxipèlag com a punt d'escala en la ruta migratòria tant en el pas primaveral com en el de tardor. Això ha fet possible la seva declaració com a ZEPA (Zona d'Especial Protecció per a les Aus). Per a moltes d'aquestes aus i rapinyaires, algunes en perill d'extinció, el Parc Nacional representa una àrea tranquil·la, idònia per a la nidificació.
Formen colònies en l'Arxipèlag, espècies com la gavina (Larus michahelis), la gavina corsa (Ichthyaetus audouinii), el virot gros (Calonectris diomedea), el virot petit (Puffinus mauretanicus), el corb marí (Gulosus aristotelis) i la noneta (Hydrobates pelagicus). Entre els rapinyaires destaquen l'àguila peixatera (Pandion haliaetus), el xoriguer comú (Falco tinnunculus), el falcó pelegrí (Falco peregrinus) i el falcó marí (Falco eleonorae), que no viu permanentment a l'illa, però que torna cada any, per nidificar als penya-segats.

Entre els passeriformes destaca el busqueret coallarg (Curruca balearica) endèmic de les Illes Balears.

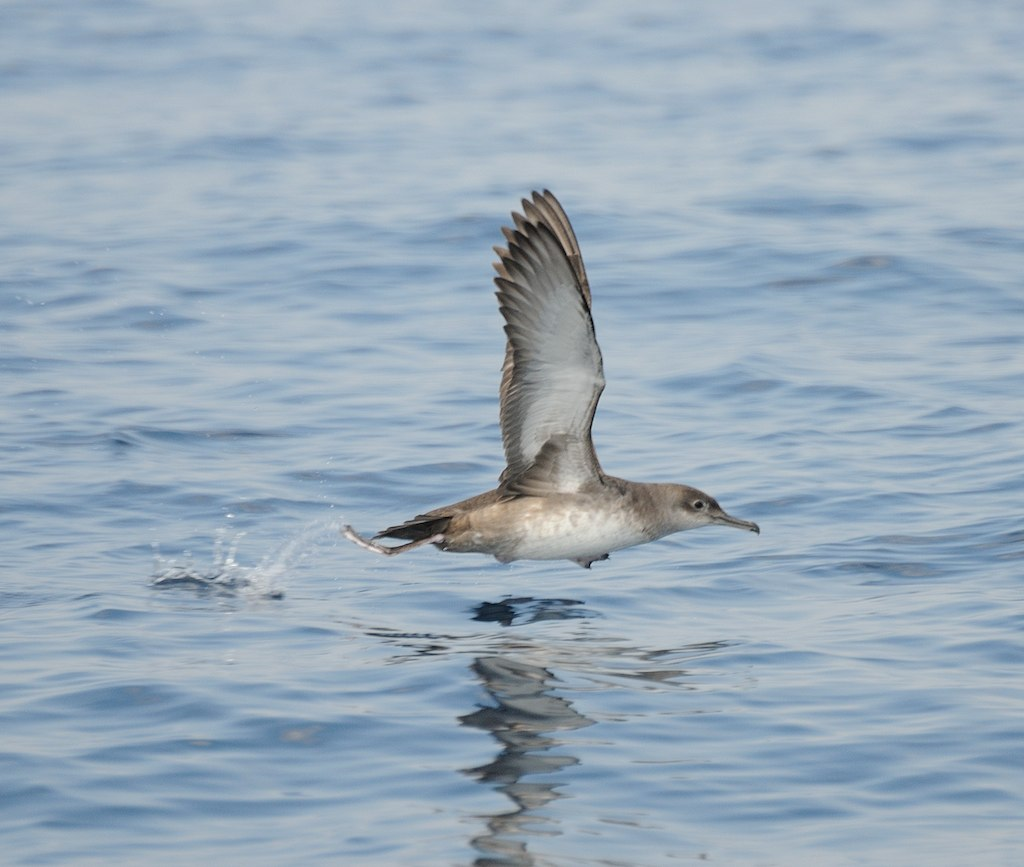
Virot petit (Puffinus mauretanicus) en aigües del Parc Nacional
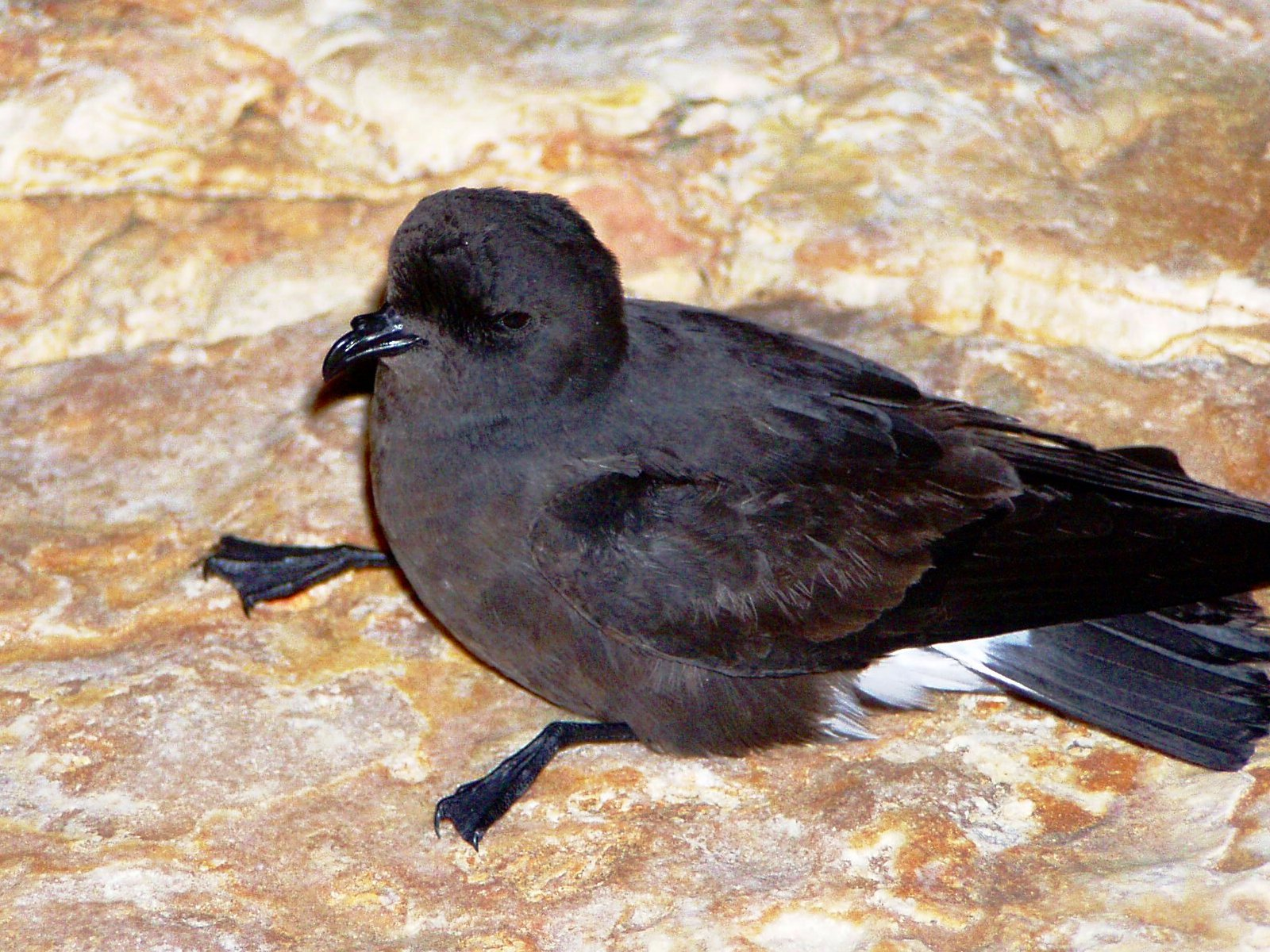
Noneta (Hydrobates pelagicus)
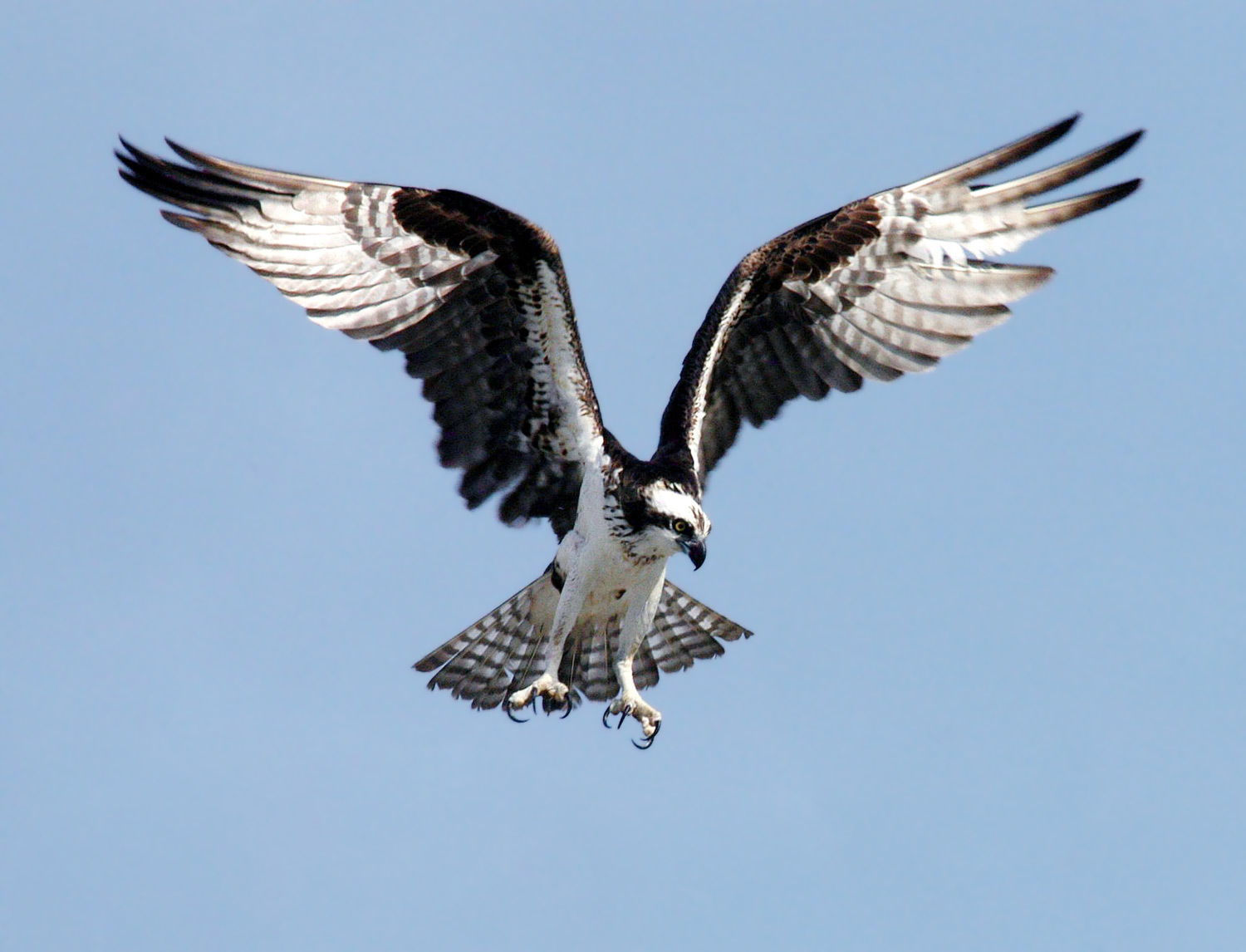
Àguila peixatera (Pandion haliaetus)
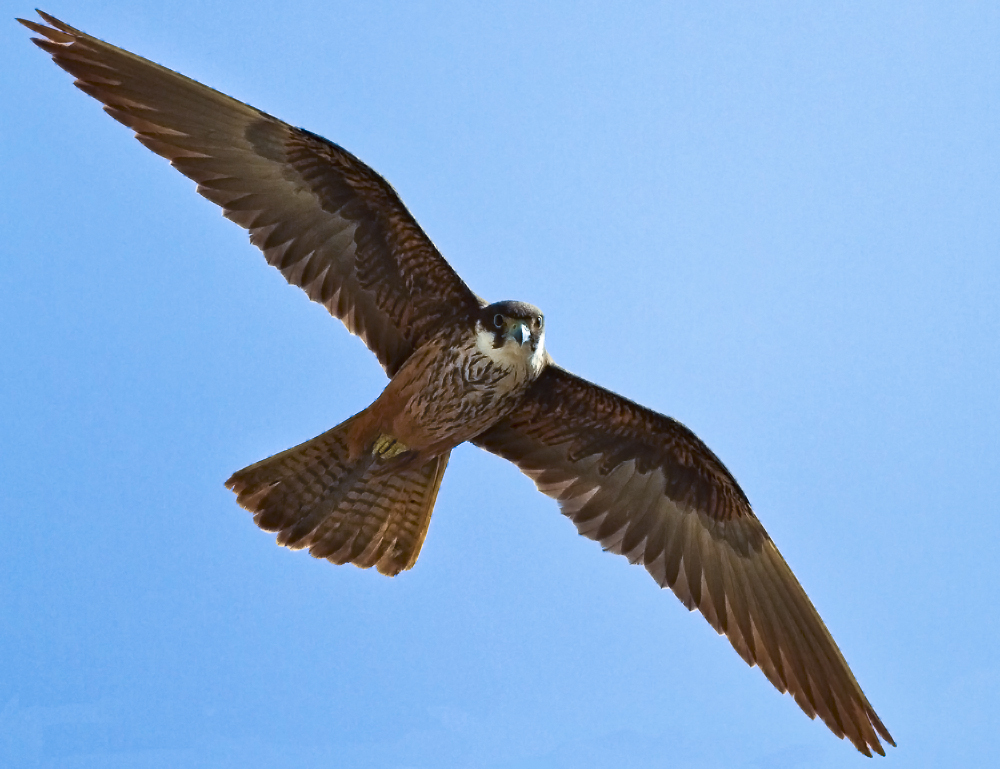
Falco marí (Falco eleonorae)
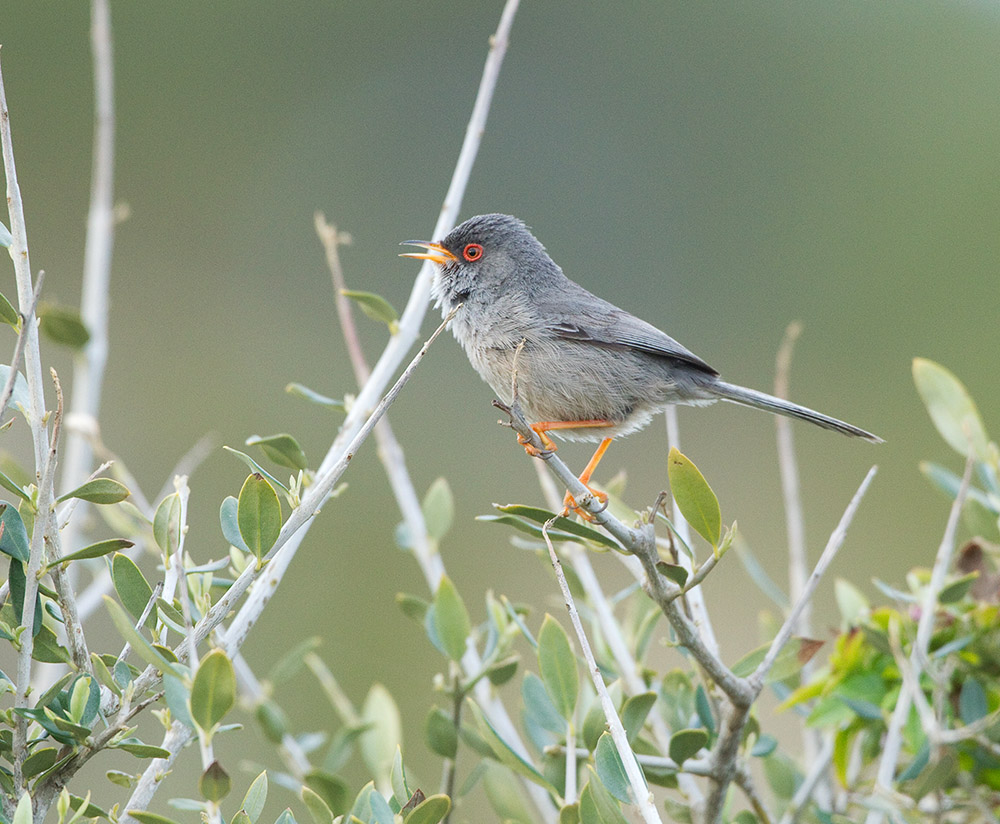
Busqueret coallarg (Curruca balearica)

#### Fauna marina
Els fons marins representen el 98,5% de la superfície total del Parc Nacional. La fauna marina s'ha censat, fins al moment, en més de 950 espècies, incloent com a mamífers el dofí mular (Tursiops truncatus), el cap d'olla (Globicephala melas) i el catxalot (Physeter macrocephalus), almenys 25 crustacis com la llagosta (Palinurus elephas), el llamàntol (Homarus gammarus), la cigala gran (Scyllarides latus) i la cranca (Maja squinado).

Trobam ni més ni menys que més de 240 espècies de peixos. Cal citar entre elles l'escórpora (Scorpaena porcus), el cap-roig (Scorpaena scrofa), la rata (Uranoscopus scaber), el raor (Xyrichthys novacula), el déntol (Dentex dentex), l'orada (Sparus aurata), el pagre (Pagrus pagrus), el sard (Diplodus sargus), la círvia (Seriola dumerili), el moll (Mullus sp.), l'anfós (Epinephelus marginatus) i un llarg etcètera.

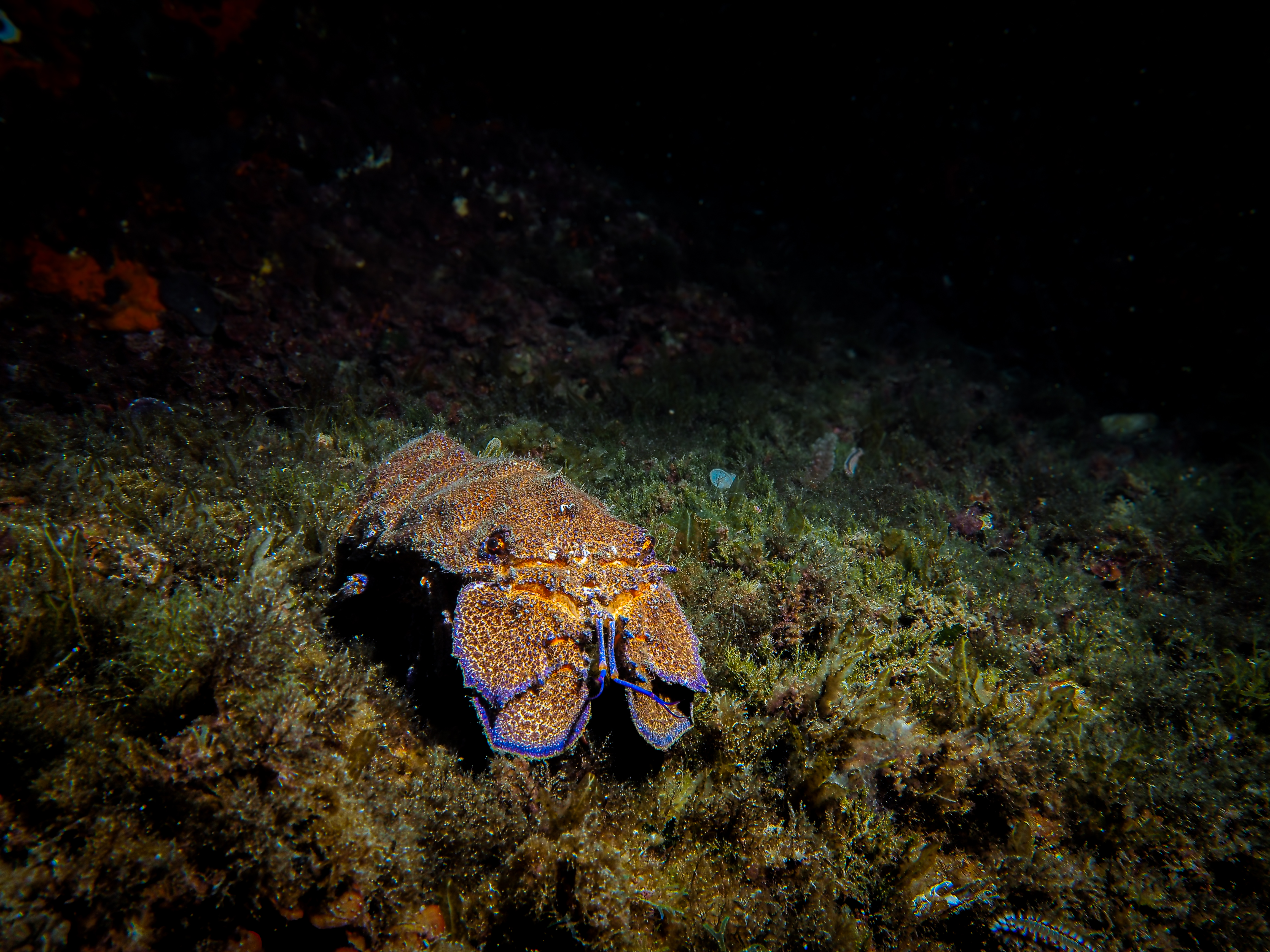
Cigala gran (Scyllarides latus)
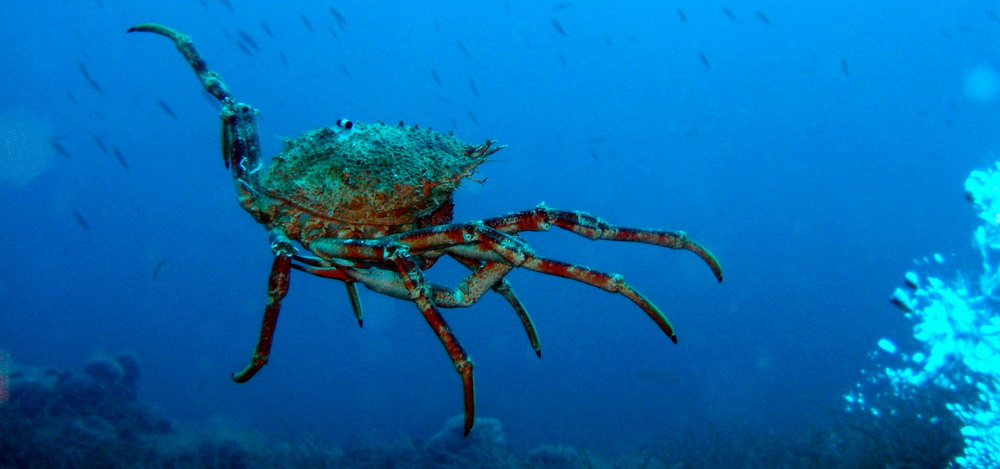
Cranca (Maja squinado) nedant a una reserva marina de les Illes Balears
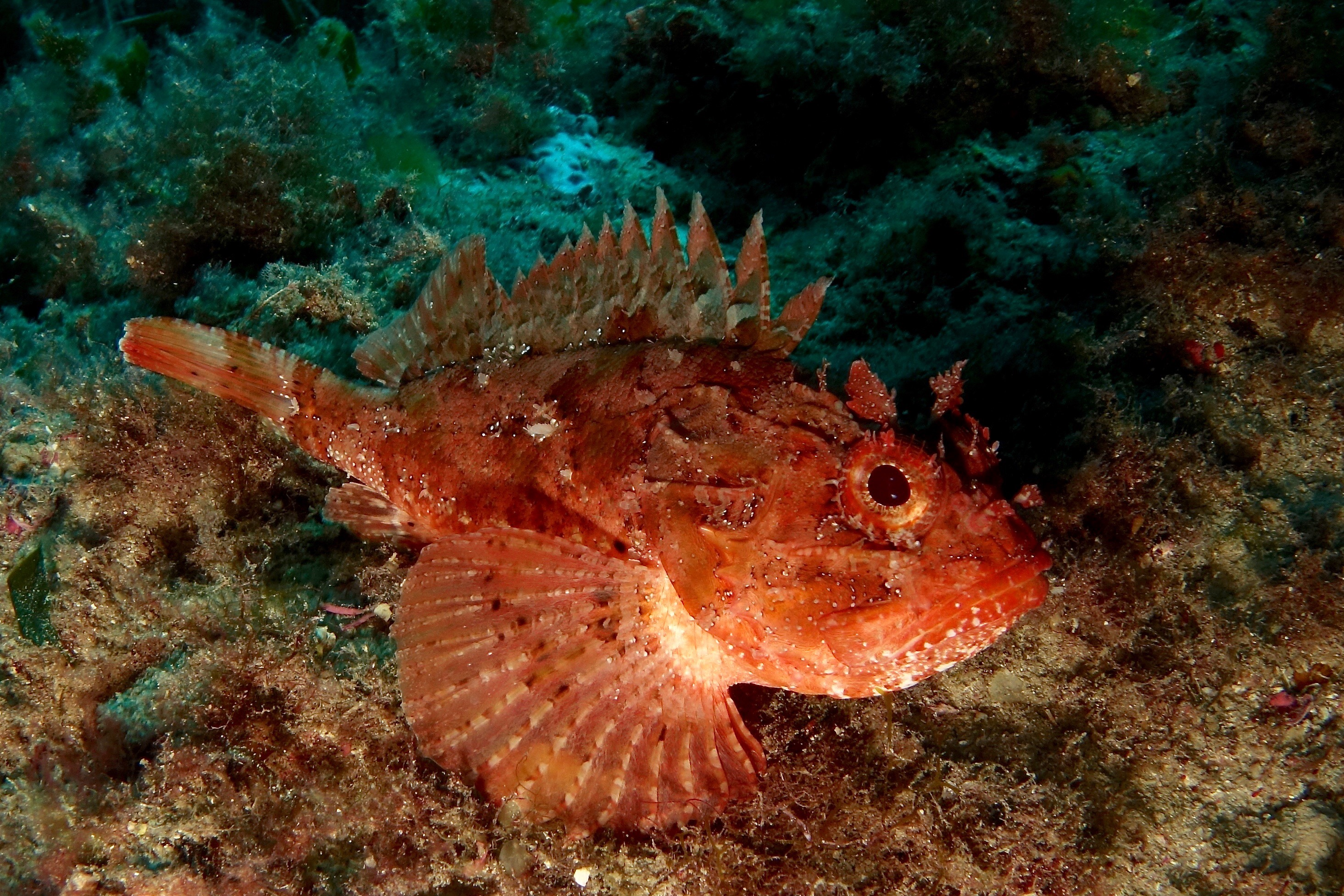
Escórpora (Scorpaena porcus) a Mallorca
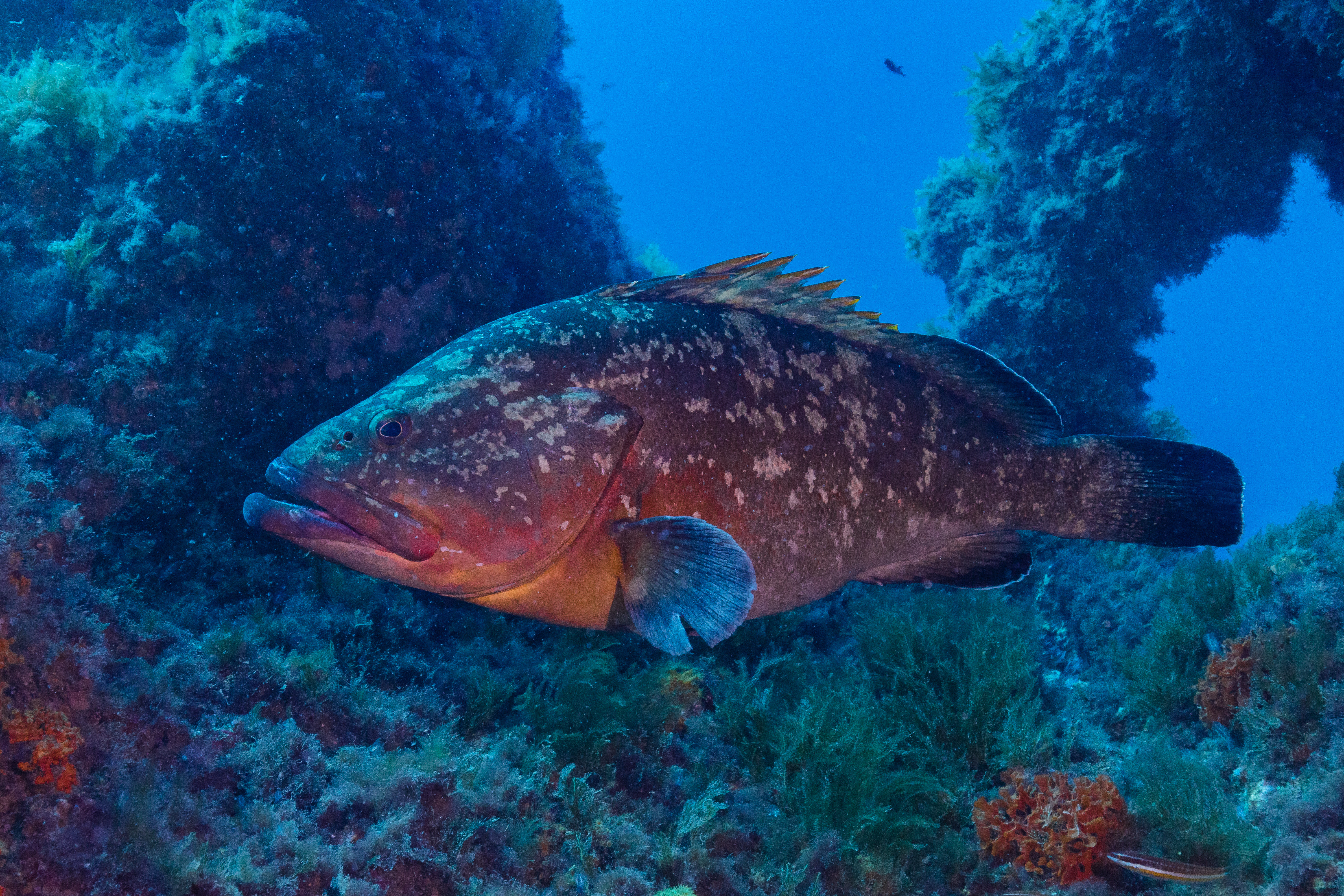
Anfós (Epinephelus marginatus)

## Itineraris

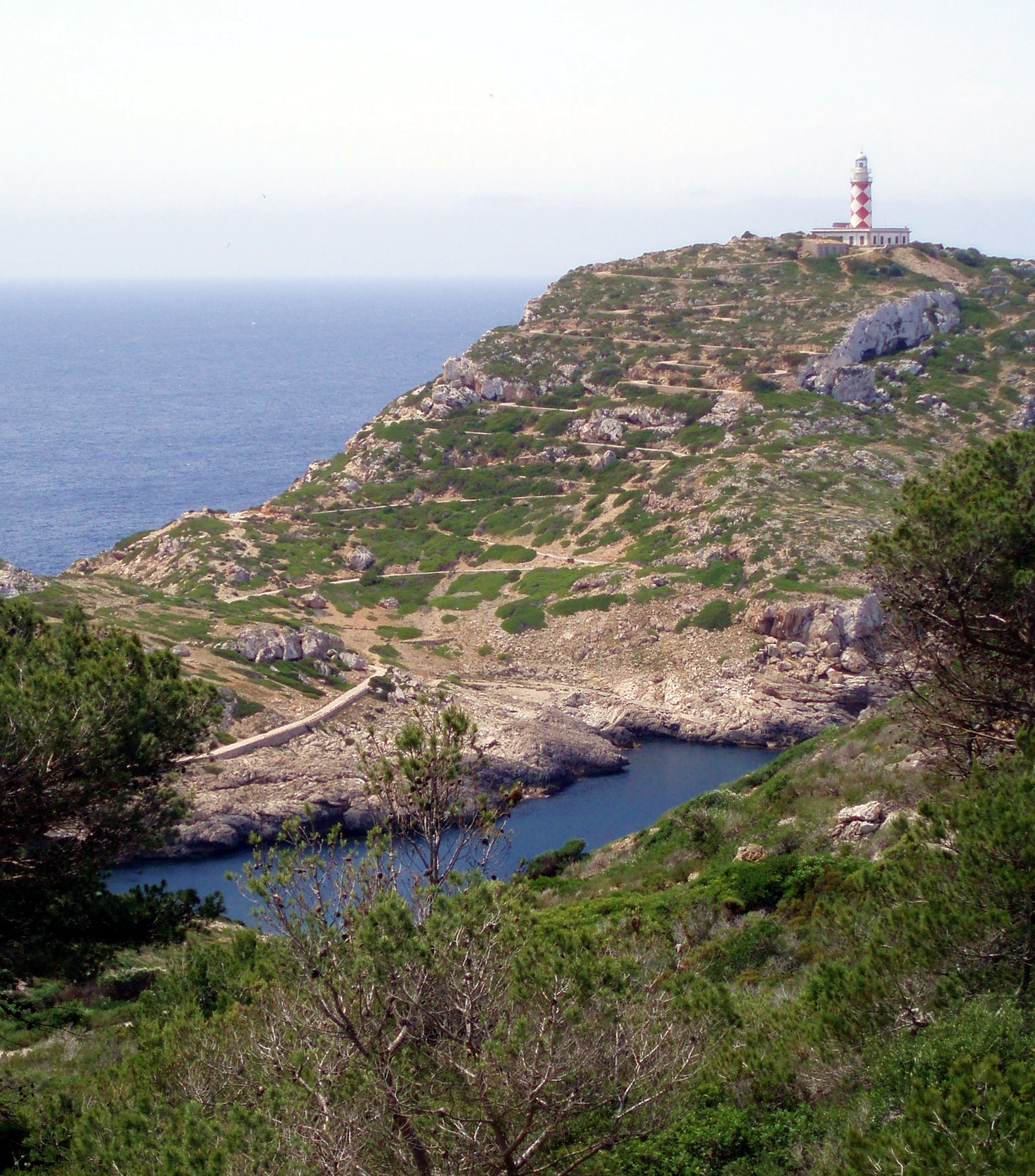
Far de n’Ensiola

- El far de l'Ensiola: L'excursió al far de l'Ensiola és, malgrat la dificultat que suposa superar els accentuats desnivells, molt gratificant. La primera ascensió és de s'Espalmador fins al coll Roig, on la garriga es va fent més atapeïda. Dalt del coll hi ha un pinaret. Una vegada hem travessat el coll, ens sorprèn un paisatge molt més àrid i inhòspit. Arribats al far la vista sobre la mar i el sud de Cabrera es perd en l'horitzó.
- Na Picamosques: Es tracta de l'ascensió al punt més alt de l'illa de Cabrera (172 m) des del qual tindrem unes espectaculars vistes del port, el cap de Llebeig i el far de l'Ensiola.
- La serra des canal de ses Figueres: Es tracta d'un itinerari circular per una zona d'alçada considerable,des d'on podrem gaudir d'una meravellosa vista panoràmica de la part sud i est de l'arxipèlag, que inclou la badia principal, el far de l'Ensiola, els Estells, el codolar de l'Imperial i la Miranda o Bellamirada, entre d'altres. Permetrà fer-nos una idea de les dimensions de l'illa, ja que tot el temps veurem les dues bandes del camí.Vistes de l'entrada al port de Cabrera

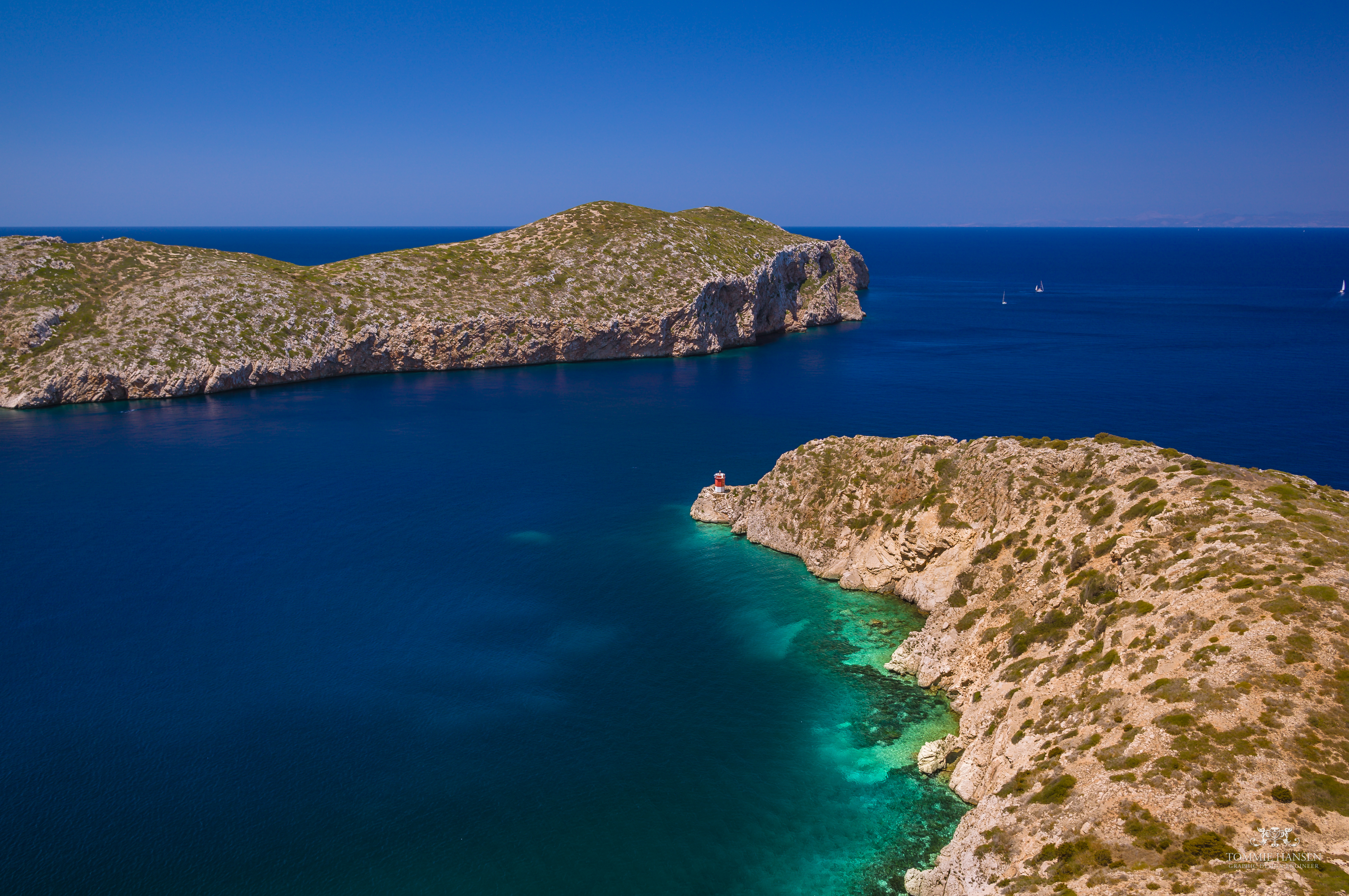
Vistes de l'entrada al port de Cabrera

- El Castell: Aquesta excursió, curta però amb una rosta pujada, és la més freqüentada pels visitants que arriben a Cabrera. De dalt del castell, en els dies més clars, es pot veure tota la serra de Tramuntana des desa Dragonera fins al puig Tomir i les muntanyes d'Artà. Des del moll principal iniciem la ruta pel camí que duu a sa Platgeta. Passats uns 50 metres, ens hem de desviar cap a l'esquerra, per una àmplia pista que ens conduirà sense pèrdua al castell.
- El fons marí del port de Cabrera: Per fer aquesta excursió submarina vos heu de dirigir al Servei d'Interpretació del parc, al port principal, perquè només es pot fer els mesos estivals i amb grups reduïts, per motius de seguretat i del material de què el Servei disposa. Durada aproximada: 1,5 hores. És imprescindible saber nedar i tenir algunes nocions de bussejar amb màscara i tub. Els infants sempre han d'anar acompanyats d'un adult.Port de Cabrera

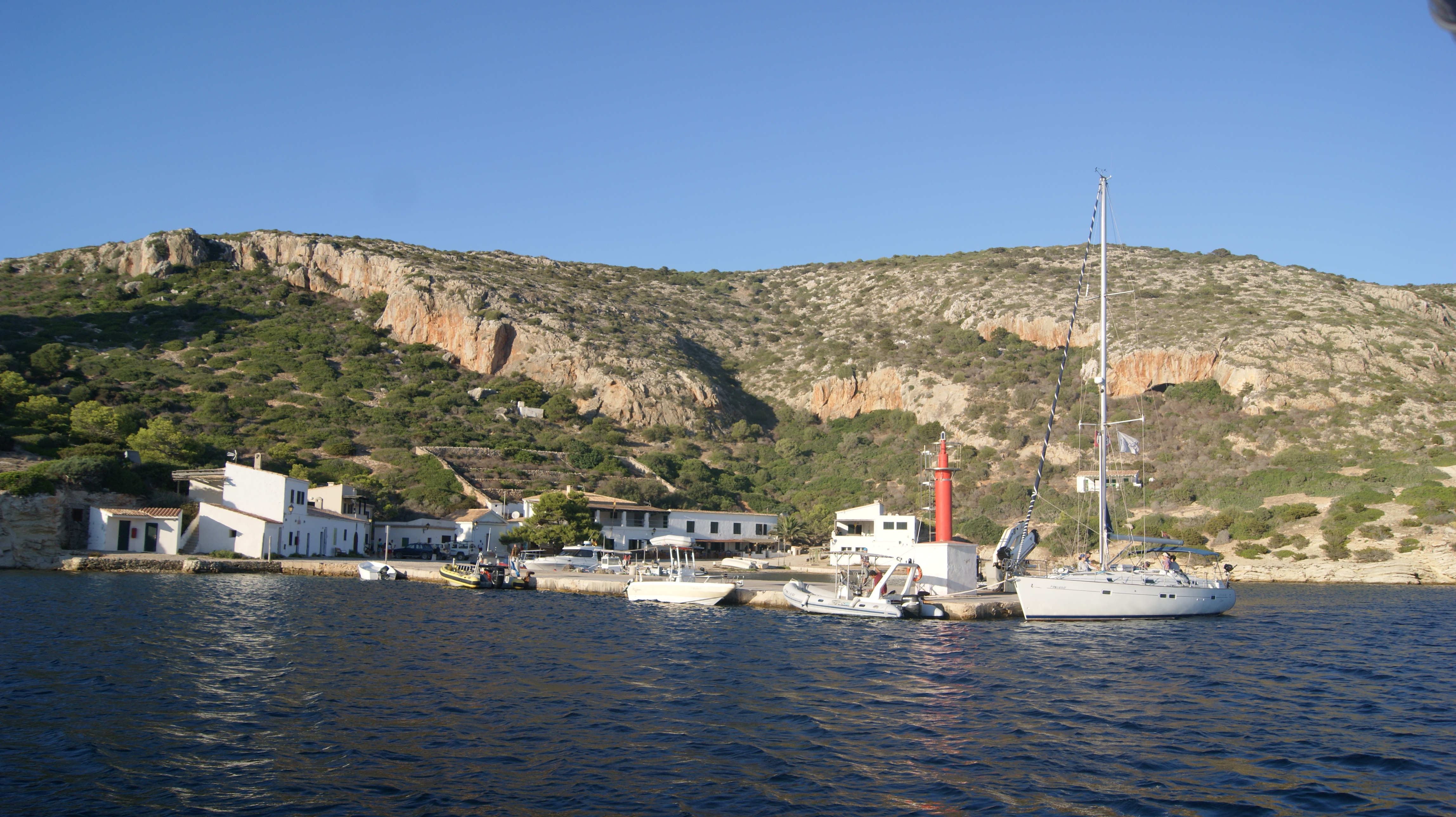
Port de Cabrera

- Ses Sitges: Per poder fer aquesta excursió cal dirigir-se a l'oficina d'informació del port de Cabrera per sol·licitar el servei de guies i per informar-se dels horaris, que poden variar segons l'època de l'any i la disponibilitat de guies. Aquesta excursió ens permet creuar una de les zones menys visitades de Cabrera. Es tracta d'un recorregut circular que surt del porti voreja la badia de Santa Maria, una de les reserves marines més importants del parc, passant per una zona forestal, en la qual podrem conèixer els diferents usos tradicionals que s'han dut a terme a l'illa al llarg de la seva història, alhora que gaudirem d'un paisatge acollidor i silenciós.
- La Miranda: La pujada a la Miranda o na Bellamirada és una de les excursions clàssiques de Cabrera. Després de la forta pujada, un cop superades les cases de sa Font o de can Feliu, arribarem a una de les millors talaies de l'illa. El seu nom fa referència a les àmplies i belles vistes sobre el port, el nord i el llevant de Cabrera. Aquest itinerari s'inicia al port de Cabrera. Arribats a sa Platgeta seguirem la pista que trobarem darrere i que ens condueix a l'interior de l'illa.
- El museu, el jardí i els monuments als francesos: Es tracta d'un recorregut pel passat i les formes de vida tradicionals vigents, en alguns casos fins ben entrat el segle XX. Passarem per sementers abandonats, el monument als presoners francesos, el jardí botànic, el celler, avui adaptat per acollir el museu etnogràfic, les cases i l'hort de can Feliu.
- Visita arqueològica: L'àrea arqueològica on estan localitzats els tres punts d'interès (enterraments bizantins, dipòsits de salaó de peix i les estructures del campament dels soldats francesos) rep el nom de pla de ses Figueres. Té una extensió aproximada de 10 hectàrees i ocupa la zona de sa Platgeta, cas Pagès i l'estació meteorològica. Per arribar-hi hem de seguir la pista que surt des del port i voreja tota la badia. És un trajecte curt que podem fer en devers 15 minuts.[7]